# ملعب يورك لاينز
ملعب يورك لاينز (بالإنجليزية: York Lions Stadium)‏ هو ملعب كرة قدم موجود في اونتاريو كندا يلعب فيه حاليا نادي يورك ناين الكندي الذي يلعب في الدوري الكندي الممتاز ويتسع هذا الملعب لــ 8.000 متفرج.

## ديربي 905
ديربي 905 (بالإنجليزية: 905 Derby)‏ هو تنافس في رياضة كرة القدم بين نادي يورك ناين و نادي فورجي، كلاهما يقعان في جنوب أونتاريو. تحصل الديربي على لقب "905" من رمز المنطقة 905، والذي يشمل كلاً من هاميلتون ومنطقة يورك. يعد كل من نادي يورك ناين و نادي فورجي، الفريقين الوحيدين الموجودين في أونتاريو في الدوري وهما الفريقان الأقربان، حيث تفصل ملاعبهما عن الملعب مسافة تقل عن 65 كـم (40 ميل) . 